# Pedra Blanca (la Torre d'Eroles)

La Pedra Blanca, respecte del terme d'Abella de la Conca

La Pedra Blanca és una formació rocosa situada a 1.140 metres d'altitud en el terme d'Abella de la Conca, a la comarca del Pallars Jussà.
És a llevant de la vila d'Abella de la Conca, en el límit nord del Bosc d'Abella. Situada al sud-est de la Torre i al peu -nord- de la Drecera, al nord-est del lloc on arrenca la Pista de la Torre. És poc visible des de lluny perquè està del tot integrada en el Bosc d'Abella.

## Etimologia
Es tracta d'un topònim modern, descriptiu de la seva característica de color, a causa de la formació calissa del terreny.